# Tranvía de Dallas
El Tranvía de Dallas (en inglés: Dallas Streetcar) es una línea de tranvía moderna de 3.94 km en Dallas, Texas. Es propiedad de la ciudad de Dallas y está operado por la Dallas Area Rapid Transit, que también opera el sistema de tren ligero de Dallas. La construcción de la línea comenzó en mayo de 2013, y se abrió al servicio público el 13 de abril de 2015.
La línea de tranvía opera entre el centro de Dallas y Oak Cliff a través del viaducto de Houston Street. La línea de tranvía operaba originalmente desde Union Station hasta Methodist Dallas Medical Center, pero el 29 de agosto de 2016 se inauguró una extensión al Distrito de Artes Bishop.

## Historia
El proyecto del Tranvía de Dallas es un esfuerzo de colaboración entre DART, la ciudad de Dallas y el Consejo de Gobiernos del Centro Norte de Texas (NCTCOG).[4][7][11] El proyecto recibió 23 millones de dólares en financiación inicial a través de una subvención federal TIGER otorgada a DART en diciembre de 2010.[8] Posteriormente se otorgaron al proyecto $3 millones adicionales en dólares de estímulo federal.[4] DART reasignó $22 millones en fondos locales al proyecto del tranvía que originalmente estaban programados para un transporte de personas propuesto entre la estación Inwood/Love Field y la terminal del aeropuerto Love Field. En enero de 2013, el NCTCOG aprobó la reasignación de 31 millones de dólares en fondos estatales, que también estaban destinados a la propuesta de transporte de personas de Love Field, al proyecto del tranvía. La financiación combinada permitiría la construcción de la primera y segunda fase del proyecto del tranvía.[8]

## Servicio

### Fase 1
La fase 1 de la línea del tranvía de Dallas, que va desde Union Station hasta el Centro Médico Metodista de Dallas (la parada "Beckley" de la línea), se inauguró el 13 de abril de 2015. El servicio funciona en intervalos de 20 minutos de lunes a viernes,[1][7] sin costo de viaje.[1] En febrero de 2016, el horario de funcionamiento del tranvía se ampliará entre las 9:30 a. m. y la medianoche entre semana y ofrecerá servicio los fines de semana.
La construcción de la Fase 1 comenzó en mayo de 2013.[2][3] En septiembre de 2014, se había completado la mayor parte de la construcción de vías para la Fase 1. El primero de los dos tranvías encargados a Brookville se entregó el 20 de marzo de 2015. En el momento de la apertura de la fase 1 el 13 de abril de 2015, el segundo tranvía aún no había sido entregado.[6] Fue entregado el 15 de mayo de 2015[16].

### Fase 2
La fase 2 de la línea del tranvía de Dallas corre hacia el sur desde la terminal sur original de la línea en Methodist Dallas Medical Center (parada Beckley), hasta Bishop Arts District en Oak Cliff. El 28 de abril de 2015, la junta directiva de DART aprobó un contrato de construcción para la ampliación de Bishop Arts.[18] El 17 de junio de 2015, el Ayuntamiento de Dallas acordó financiar la construcción de la Fase 2 utilizando hasta 27,5 millones de dólares de subvenciones disponibles.[19]
En preparación para la apertura de la Fase 2, DART dijo que la frecuencia del servicio aumentaría de 30 a 20 minutos con la introducción de un segundo tranvía en la línea. La prórroga se abrió el 29 de agosto de 2016.[9][10]

### Planes de expansión futuros
Los planes futuros para la línea de tranvía incluyen extensiones desde Union Station hasta el Centro de Convenciones de Dallas y una conexión con el tranvía de McKinney Avenue a través del distrito de Main Street. El proyecto de 96,2 millones de dólares, llamado "Central Link", utilizará nuevas vías en Elm y Commerce para viajar hacia el este desde Union Station hasta las calles Olive y St. Paul, conectando con las vías del tranvía de McKinney Avenue. Se construirá en conjunto con el proyecto de tren ligero del Metro D2.

## Material rodante
En febrero de 2013, se realizó un pedido a Brookville Equipment Corporation de dos tranvías de piso bajo para brindar el servicio en la línea. Los vagones articulados modelo Brookville "Liberty"[23] tienen 67 pies (20,42 m) de largo y tienen una capacidad limitada para funcionar lejos de las líneas aéreas de tranvías funcionando con batería.[6][23] Esta operación alimentada por baterías permite a los tranvías viajar a través del viaducto de Houston Street, que no tiene líneas aéreas instaladas. El primer coche (n.º 302) se entregó el 20 de marzo de 2015[15] y en el momento de la apertura de la línea a mediados de abril era el único coche de la flota.[6] El segundo auto, el n.º 301, fue entregado el 15 de mayo de 2015.[16] Dallas encargó dos tranvías más en julio de 2015.[24] Los vagones tercero y cuarto (núms. 303 a 304) se entregaron en el verano de 2016.[25]

## Paradas
Listado desde el centro de Dallas hasta Oak Cliff:
| Estación      | Ubicación                                                    | Plataforma    | Conexiones |
| ------------- | ------------------------------------------------------------ | ------------- | --- |
| Union Station | South Houston Street, Reunion Boulevard East, y Young Street | acera (oeste) | Otros servicios - Tren Ligero de Dallas: Línea Azul Línea Roja - DART/Trinity Metro: Trinity Railway Express - Amtrak: Texas Eagle - DART Bus: 9, 45, 47, 214 |
| Greenbriar    | North Zang Boulevard y Greenbriar Lane                       | acera (oeste) | |
| Oakenwald     | Zang y Oakenwald Street                                      | isla          | Otros servicios - DART Bus: 47 |
| Beckley       | East Colorado Boulevard y North Beckley Avenue               | isla          | Otros servicios - DART Bus: 109 |
| 6th Street    | Zang y Sixth Street                                          | isla          | Otros servicios - DART Bus: 109 |
| Bishop Arts   | Zang y Davis Street                                          | acera (oeste) | Otros servicios - DART Bus: 47, 109, 226 |